# Shinnōke
Seshū Shinnōke (世襲親王家?) fue el nombre colectivo de las cuatro ramas de cadetes de la Familia imperial japonesa que, hasta 1947, tenían derecho a proporcionar un sucesor al Trono del Crisantemo si la línea principal no pudiese producir un heredero. Los jefes de estas casas reales tenían el título de príncipe imperial (親王 shinnō?), independientemente de su distancia genealógica del Emperador reinante, ya que el término seshū en su designación significaba que eran elegibles para la sucesión.

## Historia
La familia imperial de Japón se considera una dinastía única en sucesión ininterrumpida; sin embargo, la sucesión a menudo no ha sido directamente de padre a hijo, sino que ha estado en la línea masculina dentro de un grupo de personas estrechamente relacionadas. En el período Muromachi, se le permitió al Príncipe Yoshihito, hijo de Emperador Sukō  Norte establecer un linaje paralelo a la línea imperial principal, y tomó el nombre Fushimi-no-miya desde la ubicación de su palacio. Sin este permiso, la línea se consideraría común y, por lo tanto, excluida de la sucesión. Esto sirvió políticamente para cimentar la reunificación de la Corte del Norte y la Corte del Sur, y proporcionó un seguro en el caso extremo de que la línea imperial principal no produjera un heredero directo y se extinguiera.
Esta resultó ser una decisión afortunada, ya que en 1428, el hijo del Segundo Príncipe Fushimi-no-miya ascendió al trono como Emperador Go-Hanazono.
En el período Edo, tres hogares seshū shinnōke adicionales fueron creados por el Shogunato Tokugawa, en imitación consciente del Tokugawa Gosanke.
Sin embargo, aparte de Go-Hanazono Tennō, la única vez que un miembro del seshū shinnōke ascendió al trono fue en 1779, cuando el hijo del Príncipe Kan'in-no-miya Sukehito se convirtió en Kōkaku Tennō.
Dentro de los hogares seshū shinnōke, los hijos menores no herederos (que se titulaban príncipe  ( 親王   shinnō?)) tenían dos opciones de carrera. Podrían "descender" al estado de sujeto con un apellido como Minamoto o Taira, y servir como funcionarios del gobierno, o podrían ingresar al sacerdocio budista, generalmente como jefe de uno de los templos Monzeki (de sacerdotes aristocráticos) de los alrededores de Kioto. Durante el período Edo, esta última práctica se volvió casi universal. Los hijos no herederos que ingresaron al sacerdocio fueron denominados sacerdote principesco ( 法 親王   hōshinnō?), y se excluyeron automáticamente de la sucesión, pero se los podría devolver al estado "secular" (y, por lo tanto, reincorporarse como posibles sucesores) según fuese necesario. Las hijas se usaban con frecuencia como peones para consolidar alianzas matrimoniales con kuge, daimyō o las casas Tokugawa. Las hijas solteras a menudo se convertían en monjas budistas.
Durante y después de la Restauración Meiji, los miembros de seshū shinnōke sirvieron a menudo en el Ejército Imperial Japonés o la Armada Imperial Japonesa.

## Los cuatro linajesseshū shinnōke
Los cuatro seshū shinnōke fueron, en orden de creación:
1. Fushimi-no-miya
2. Katsura-no-miya (extinto)
3. Arisugawa-no-miya (extinto)
4. Kan'in-no-miya (extinto)

Las casas Katsura-no-miya y Arisugawa-no-miya se extinguieron en 1881 y 1913, respectivamente. El  decimosexto hijo del Príncipe Kuniie, el vigésimo jefe de los Fushimi-no-miya, tuvo éxito en la casa de los Kan'in-no-miya en 1872, pero la casa se extinguió en 1988 debido a la muerte de su hijo.
La casa Fushimi-no-miya fue la progenitora de otras nueve ramas de cadetes de la familia imperial, la ōke, durante el reinado del Emperador Meiji. Después del 25º Fushimi-no-miya, el "seshu shinnōke" dejó de existir.
Los hogares shinnōke y ōke, junto con los Kazoku y Shizoku se redujeron al estado de nacionales japoneses (Nihon kokumin) durante la ocupación estadounidense de Japón, en octubre de 1947.